# الجوابر
قرية الجوابر هي إحدى القرى التابعة لمركز ميت سلسيل في محافظة الدقهلية في جمهورية مصر العربية.

## التاريخ
تعد قرية «الجوابر» من القرى المستحدثة في عهد الوالي محمد علي باشا حيث كانت تتبع ميت سلسيل، وفُصلت عنها كقرية مستقلة سنة 1228هـ/1813م، ولما أنشئ مركز المنزلة سنة 1929م، فُصلت عدد من قرى مركز دكرنس لتأسيس المركز الجديد، وكان من بينها قرية الجوابر. ومع تأسيس مركز ميت سلسيل سنة 1995م، انتقلت تبعية القرية للمركز الجديد.

## السكان
بحسب إحصاء السكان لسنة 1299هـ/1884م، كان عدد سكان الجوابر 640 نسمة منهم 325 رجل و315 امرأة. وفي سنة 1899م، بلغ عدد سكانها 684 نسمة، ثم زاد العدد في سنة 1907م ليبلغ 817 نسمة منهم 402 رجل و415 امرأة.
وبحسب إحصاءات سنة 2006، بلغ إجمالي السكان في الجوابر 4560 نسمة، منهم 2381 رجل و2179 امرأة.